# Julija Primic
Julija Primic poročena pl. Scheuchenstuel (»Primičeva Julija«), pesniška muza in neuslišana ljubezen Franceta Prešerna, * 30. maj 1816, Ljubljana, † 2. februar 1864, grad Neuhof, (Kandija) Novo mesto. 

## Življenje
Julija Primic se je rodila 30. maja 1816 v hiši (pozneje Krisperjeva hiša) na vogalu Špitalske (današnje Stritarjeve) ulice in Rotovškega (zdaj Mestnega) trga v Ljubljani. Bila je drugorojeni otrok premožnega trgovca Antona Primica in njegove žene Julijane Hartl.  Prvi se je leta 1813 rodil brat Janez. Julijo in njenega brata je mati vzgajala sama, saj je komaj dva meseca po njenem rojstvu za jetiko umrl njen oče. Njena mati je tedaj tolažbo našla samo v vzgoji in delu, ki ga je morala opravljati po moževi smrti. Ker pa jo je mož že prej vpeljal v trgovske posle, so ostali ena najpremožnejših družin v Ljubljani. Leta 1822 so se preselili v hišo na Gledališki ulici (današnji Wolfovi ulici). Po smrti brata Janeza, ki je leta 1832 umrl za možgansko kapjo, pa sta z mamo ostali sami in trgovino prepustili upravitelju Andreju Mallnerju. 
V mladostniških letih je bila Julija precej zaprta vase, saj jo je mati vzgajala po svojih strogih meščanskih načelih. Le redko sta se odpravili v gledališče ali na ples v Kazino, saj ji je mati zabavo dovoljevala le malokdaj. Družiti se je smela samo z vrstniki iz uglednih družin. Pri domačih učiteljih se je naučila znanja tujih jezikov, plesnih korakov in osnovnih pravil tedanjega bontona v družbi. Ker je veljala za eno bogatejših in lepših dedinj v Ljubljani, je bila deležna  tudi kar nekaj pozornosti.  Veliko pozornosti  ji je namenil tudi France Prešeren in ji z akrostihom PRIMICOVI JULJI posvetil eno svojih najznamenitejših pesnitev Sonetni venec, ki je 22. februarja leta 1834 izšel kot priloga Ilirskega lista. 28. maja leta 1839 se je Julija po dolgem materinem vztrajanju poročila z osem let starejšim Jožefom von Scheuchenstuelom, sinom bavarskega pravnika Antona von Scheuchenstuela.  V zakonu mu je rodila pet otrok, od tega štiri hčere in enega sina. Vse hčere so bile rojene v Ljubljani. Prva se jima je rodila Marija Julijana  leta 1840, druga Marija Ana naslednje leto, tretja Antonija Marija leta 1844 in četrta Terezija Jožefa leta 1846. Ko pa je Jožef napredoval in postal predsednik novomeškega sodišča, so se leta 1850 skupaj z Julijino mamo preselili v Novo mesto in najeli tamkajšnji dvorec Neuhof. Še istega leta pa se jima je tam rodil sin Jožef Vilijem.
26. oktobra leta 1855 je Julija izgubila še mater, na katero je bila kljub njeni strogosti zelo navezana. Pokopali so jo na pokopališču v Šmihelu pri Novem mestu. Julija je imela hudo srčno bolezen, ki jo je z leti postopoma uničila in na koncu povzročila njeno prerano smrt. Umrla je 2. februarja, leta 1864 stara komaj 47 let. Na svojo izrecno željo je dočakala zaroko svojih dveh hčera. Tudi njo so pokopali na šmihelskem pokopališču, kjer ji je mož dal postaviti spomenik, ki ga lahko vidimo še danes.

## Julija v Prešernovi poeziji
Julija je veljala za Prešernovo pesniško muzo (navdih) in nikoli uslišano ljubezen. Že od nekdaj je marsikoga zanimalo, katere Prešernove pesmi so bile posvečene Juliji.  To so raziskovali predvsem Avgust Žigon, France Kidrič, Anton Slodnjak, Boris Paternu in drugi. Njihova mnenja so različna. Po Kidričevem mnenju naj bi bili Juliji posvečeni le Sonetni venec, nekateri povenčni soneti, Neiztrohnjeno srce, Zdravilo ljubezni, Ženska zvestoba, Ribič,  Je od vesel'ga časa teklo leto, Prekop, ne pa npr. Gazele. Ob sonetu Je od vesel'ga časa teklo leto se je pojavil problem interpretacije letnice 1833 in samega dogodka, ki ju Prešen v njem navaja. Po mnenju Kidriča in še nekaterih drugih naj bi Prešeren tega leta na veliko soboto (6. aprila 1833) ob deseti uri res prvič srečal Julijo v trnovski cerkvi in se vanjo zaljubil. Spet drugi pa so mnenja, da je to le petrarkistični motiv, saj naj bi Juliji veljale že v Gazele, ki so izšle julija 1833, a so bile najverjetneje napisane že leta 1832.